# Comtat de Merced
El Comtat de Merced és un comtat de l'estat de Califòrnia dels Estats Units. Segons el cens dels Estats Units del 2020, tenia una població de 281.202 habitants. La seu del comtat és Merced.

## Història
El comtat pren el seu nom del riu Merced, o rio de Nuestra Señora de la Merced, batejat l'any 1806 per una expedició liderada per Gabriel Moraga, que el va descobrir al final d'un camí polsós i calorós del Camino Vell per la vall de San Joaquin a la província espanyola Las Californias.
Entre 1841 i 1844, quan l'Alta Califòrnia era un territori de Mèxic, es van fer quatre concessions de terres mexicanes al comtat de Merced: Rancho Orestimba i Las Garzas, Rancho Panoche de San Juan i Los Carrisolitos, Rancho San Luis Gonzaga i Rancho Sanjon de Santa Rita.
El comtat de Merced es va crear el 1855 a partir de parts del comtat de Mariposa. Parts del seu territori van ser cedits al comtat de Fresno el 1856.

## Demografia
Font
| 1860 | 1870 | 1880 | 1890 | 1900 | 1910  | 1920 | 1930  | 1940  | 1950  | 1960  | 1970   | 1980   | 1990   | 2000   | 2010   | 2020   |
| ---- | ---- | ---- | ---- | ---- | ----- | ---- | ----- | ----- | ----- | ----- | ------ | ------ | ------ | ------ | ------ | ------ |
| 1141 | 2807 | 5656 | 8085 | 9215 | 15148 | 2457 | 36748 | 46988 | 69780 | 90446 | 104629 | 134560 | 178403 | 210554 | 255793 | 281202 |

## Transport
L'aeroport municipal de Merced, situat al sud-oest del centre de Merced, és l'aeroport principal del comtat, on també es pot trobar l'aeroport de Castle, l'aeroport de Gustine i l'aeroport municipal de Los Banos, dedicat a l'aviació general.